# Robert F. McGowan
Pour les articles homonymes, voir Robert McGowan et McGowan.
Robert F. McGowan est un réalisateur, producteur, scénariste et acteur américain né le 11 juillet 1882 à Denver, dans le  Colorado (États-Unis), mort le 27 janvier 1955 à Santa Monica en Californie. Il est l'oncle du cinéaste Robert A. McGowan.
Il est connu pour avoir réalisé beaucoup de films de la série Les Petites Canailles présentée par Hal Roach, notamment Wild Poses en 1933.

## Filmographie

### comme réalisateur

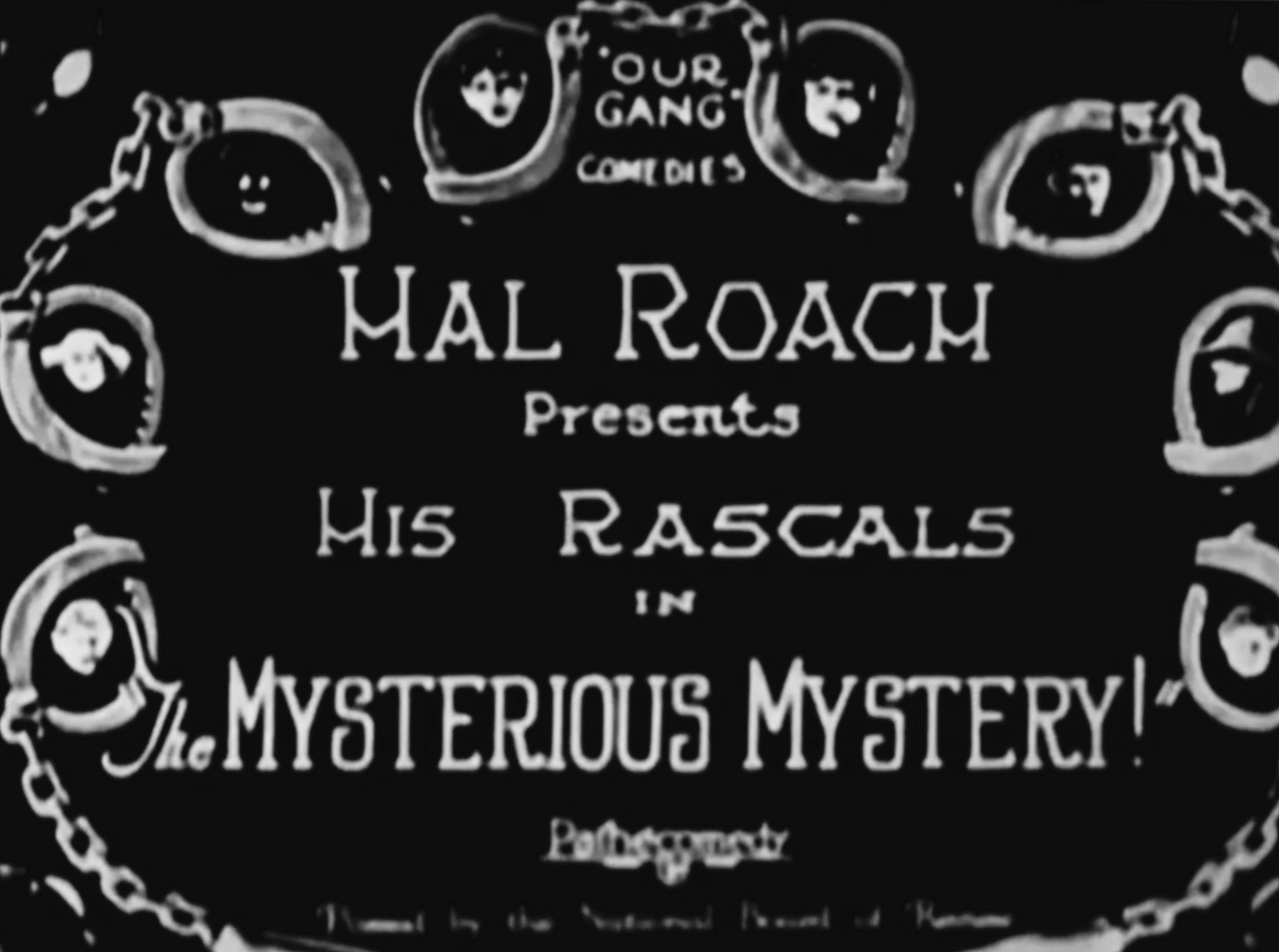
Titre du film Mysterious Mystery (1924).

- 1916 : Their Only Son
- 1917 : Betty Makes Up
- 1922 : One Terrible Day
- 1922 : Fire Fighters
- 1922 : Our Gang
- 1922 : Young Sherlocks
- 1922 : Saturday Morning
- 1922 : A Quiet Street
- 1923 : The Champeen
- 1923 : The Big Show
- 1923 : A Pleasant Journey
- 1923 : Giants vs. Yanks
- 1923 : Back Stage
- 1923 : Dogs of War
- 1923 : Lodge Night
- 1923 : July Days
- 1923 : No Noise
- 1923 : Stage Fright
- 1923 : Derby Day
- 1923 : Sunday Calm
- 1924 : Tire Trouble
- 1924 : Big Business
- 1924 : The Buccaneers
- 1924 : Seein' Things
- 1924 : Commencement Day
- 1924 : Cradle Robbers
- 1924 : Jubilo, Jr.
- 1924 : It's a Bear
- 1924 : High Society
- 1924 : The Sun Down Limited
- 1924 : Every Man for Himself
- 1924 : Fast Company (en)
- 1924 : The Mysterious Mystery!
- 1925 : The Big Town
- 1925 : Circus Fever
- 1925 : Dog Days
- 1925 : The Love Bug
- 1925 : Shootin' Injuns
- 1925 : Ask Grandma
- 1925 : Official Officers
- 1925 : Boys Will Be Joys
- 1925 : Mary, Queen of Tots
- 1925 : Your Own Back Yard
- 1925 : Better Movies
- 1925 : One Wild Ride
- 1926 : Good Cheer
- 1926 : Buried Treasure
- 1926 : Monkey Business
- 1926 : Baby Clothes
- 1926 : Uncle Tom's Uncle
- 1926 : Shivering Spooks
- 1926 : Un mariage mouvementé (Thundering Fleas)
- 1926 : War Feathers
- 1926 : Telling Whoppers
- 1927 : Bring Home the Turkey
- 1927 : Seeing the World
- 1927 : Love My Dog
- 1927 : The Glorious Fourth
- 1927 : Yale vs. Harvard
- 1927 : The Old Wallop
- 1927 : Heebee Jeebees
- 1928 : Spook Spoofing
- 1928 : The Smile Wins
- 1928 : Barnum & Ringling, Inc. (en)
- 1928 : Crazy House
- 1928 : The Spanking Age
- 1929 : Noisy Noises
- 1929 : Small Talk
- 1929 : Thundering Toupees
- 1929 : Railroadin'
- 1929 : Lazy Days
- 1929 : Bouncing Babies
- 1929 : Saturday's Lesson
- 1929 : Moan & Groan, Inc.
- 1930 : The First Seven Years
- 1930 : Bear Shooters
- 1930 : Temps d'hiver (A Tough Winter)
- 1930 : Pups Is Pups
- 1930 : Teacher's Pet (en)
- 1930 : School's Out
- 1931 : Helping Grandma
- 1931 : Love Business
- 1931 : Little Daddy
- 1931 : Love Fever
- 1931 : Bargain Day
- 1931 : Fly My Kite
- 1931 : Big Ears (en)
- 1931 : Shiver My Timbers (en)
- 1931 : Dogs Is Dogs (en)
- 1932 : Readin' and Writin'
- 1932 : Choo-Choo! (en)
- 1932 : Spanky (en)
- 1932 : The Pooch (en)
- 1932 : Hook and Ladder (en)
- 1932 : Free Wheeling
- 1932 : Birthday Blues
- 1932 : A Lad an' a Lamp
- 1933 : Fish Hooky
- 1933 : Forgotten Babies
- 1933 : The Kid from Borneo
- 1933 : Mush and Milk
- 1933 : Bedtime Worries (en)
- 1933 : Crook's Tour
- 1933 : Wild Poses
- 1934 : One Too Many
- 1936 : Frontier Justice
- 1936 : Divot Diggers (en)
- 1936 : Enfants abandonnés (Too Many Parents)
- 1940 : Tomboy
- 1940 : Haunted House (film, 1940)
- 1940 : The Old Swimmin' Hole

### comme producteur
- 1938 : Sons of the Legion
- 1927 : The Old Wallop
- 1927 : Heebee Jeebees
- 1927 : Dog Heaven
- 1928 : Spook Spoofing
- 1928 : Barnum & Ringling, Inc.
- 1928 : Crazy House
- 1928 : School Begins
- 1928 : Growing Pains (en)
- 1928 : Old Gray Hoss
- 1929 : Election Day
- 1929 : Noisy Noises
- 1929 : The Holy Terror
- 1929 : Wiggle Your Ears
- 1929 : Fast Freight
- 1929 : Small Talk
- 1929 : Little Mother
- 1929 : Railroadin'
- 1929 : Lazy Days
- 1929 : Cat, Dog & Co.
- 1929 : Bouncing Babies
- 1929 : Moan & Groan, Inc.
- 1930 : The First Seven Years
- 1930 : When the Wind Blows
- 1930 : Bear Shooters
- 1930 : Temps d'hiver (A Tough Winter)
- 1930 : Pups Is Pups
- 1931 : Helping Grandma
- 1931 : Love Business
- 1931 : Little Daddy
- 1931 : Bargain Day
- 1931 : Fly My Kite
- 1931 : Big Ears (en)
- 1931 : Shiver My Timbers (en)
- 1931 : Dogs Is Dogs (en)
- 1932 : Readin' and Writin'
- 1932 : Free Eats (en)
- 1932 : Choo-Choo! (en)
- 1932 : Spanky
- 1932 : The Pooch (en)
- 1932 : Free Wheeling
- 1932 : Birthday Blues
- 1932 : A Lad an' a Lamp
- 1933 : Forgotten Babies
- 1933 : The Kid from Borneo
- 1933 : Mush and Milk
- 1933 : Bedtime Worries (en)
- 1933 : Wild Poses
- 1947 : La Bande à Curley (Curley)
- 1948 : Who Killed Doc Robbin?
- 1955 : The Little Rascals (série TV)

### comme scénariste
- 1915 : In Search of a Wife
- 1917 : Almost a Bigamist
- 1917 : Betty Makes Up
- 1947 : La Bande à Curley (Curley)

### comme acteur
- 1917 : A Bold, Bad Knight
- 1919 : The Devil's Trail
- 1923 : A Pleasant Journey : Pedestrian who bumps into Farina
- 1923 : Back Stage : Startled pedestrian
- 1924 : The Diamond Bandit : Lorenzo's lieutenant
- 1925 : The Rip Snorter : 'Cole Slaw' Randall
- 1929 : Railroadin' : Limited passenger who stumbles